# تپه دینگاه
تپه دینگاه مربوط به هزاره اول قبل از میلاد است و در شهرستان نمین، بخش عنبران، روستای میرزانق واقع شده و این اثر در تاریخ ۱۴ مرداد ۱۳۸۲ با شمارهٔ ثبت ۹۴۵۴ به‌عنوان یکی از آثار ملی ایران به ثبت رسیده است.